# إمارة العيينة
إمارة آل مُعَمَّر أو إمارة العُيَينة أو المَعامِرة هي أسرة حكمت بلاد نجد ويعود نسبهم إلى العَناقِر من بني سعد من قبيلة بني تميم. وهم حكَّام نجد في القرن الحادي عشر والثاني عشر الهجري، وكانت عاصمتهم مدينة العُيَينة وعاصمة نجد وأكبر مدنها في زمانه، كما أنها كانت أقوى إمارة نجدية قبل الدولة السعودية. وإمارة آل مُعَمَّر كانت أقوى إمارة نجدية من الناحيتين العسكرية والاقتصادية.

## خلفية تاريخية
في عام 850هـ جاء من ثَرْمَداء جدُّ آل مُعَمَّر وهو حسن بن طوق العنقري التميمي واشترى أرضَ العُيَينة من آل يزيد من بني حنيفة، وكان أولَ أمير لها. ثم تداول الإمارةَ فيها ذرِّيتُه من آل مُعَمَّر، وعملوا على توسعتها شيئًا فشيئًا حتى أصبحت أكبرَ إمارة في بلاد نجد لقرنين من الزمان، وتوالت نهضةُ العيينة في عهدهم في شتَّى المجالات، حتى أصبحت العيينة أقوى إمارة في نجد وذات سيطرة سياسية على الساحة النجدية.

## الأمراء
- حسن بن طوق بن سيف التميمي
- حمد بن حسن بن طوق التميمي
- معمر بن حمد بن حسن التميمي
- محمد بن معمر بن حمد التميمي
- عبد الله بن محمد آل معمر (عبد الله الأول)
- حمد بن عبد الله آل معمر
- ناصر بن عبد الله آل معمر
- دواس بن حمد بن عبد الله آل معمر
- إمارة آل محمد بن عبد الله آل معمر
- محمد الأول بن حمد بن عبد الله آل معمر (محمد الأول)
- عبد الله بن حمد بن عبد الله آل معمر
- ناصر بن محمد بن حمد آل معمر
- حمد بن محمد بن حمد آل معمر (ابن معمر)
- عبد الله بن محمد بن حمد آل معمر (عبد الله الثاني)
- محمد الثاني بن حمد بن عبد الله آل معمر (محمد الثاني)
- عثمان بن حمد بن محمد آل معمر
- مشاري بن إبراهيم بن محمد آل معمر
- سلطان بن محسن آل معمر